# Antonio Chiodi
Antonio Chiodi (Udine, 12 agosto 1907 – Cieli di Malta, 31 luglio 1940) è stato un militare e aviatore italiano, decorato di Medaglia d'oro al valor militare alla memoria nel corso della seconda guerra mondiale.

## Biografia
Nacque a Udine il 12 agosto 1907, figlio di Attilio, e di Eleonora Romano. Nel 1930 conseguì la laurea in ingegneria civile a Bologna, e nel 1931 si arruolò nella Regia aeronautica, in qualità di Allievo ufficiale di complemento, venendo ammesso a frequentare il corso per piloti presso la Scuola di volo di Sesto San Giovanni. Divenne aviere scelto nel mese di luglio, e primo aviere il 1 settembre unitamente al brevetto di pilota. Trasferito alla Scuola allenamento caccia, ottenne il brevetto di pilota militare in novembre. Nel mese di dicembre divenne sottotenente, assegnato in servizio al 7º Gruppo Autonomo Caccia Terrestre. A partire dal luglio 1932 frequentò la Scuola di Navigazione Aerea d'Alto Mare a Orbetello, partecipando successivamente alla crociera del Decennale per la quale fu decorato con la Medaglia d'oro al valor aeronautico. Conseguita la laurea in ingegneria aeronautica, venne posto in congedo andando a lavorare per la ditta Caproni di Taliedo in qualità di ingegnere capo collaudatore. Tra il 1935 e il 1937, come capo collaudatore testò in volo 500 aerei, inclusi 13 prototipi, durante 1.596 voli. 
Nel 1935 progettò il Caproni C.H.1. Promosso tenente nel 1935 e capitano per meriti straordinari nel 1938, in quell'anno partì volontario per combattere nella guerra di Spagna, partendo per la zona di operazioni il 25 agosto. In terra di Spagna servì come pilota da caccia in forza al XXIII Gruppo, compiendo 53 missioni di combattimento su caccia Fiat C.R.32.
Rientrò in Patria nell'aprile 1939, decorato di una Medaglia d'argento e una di bronzo al valor militare. Riprese a lavorare per la Caproni, e nel 1940 si cimentò nella Mille Miglia di Brescia, a bordo di una Alfa Romeo 6C 2500 SS Spider Touring "Ala Spessa" condotta insieme a Livio De Zorzi, classificandosi al 24º posto assoluto. Con l'entrata in guerra del Regno d'Italia, avvenuta il giugno 1940, il 20 dello stesso mese rientrò in servizio attivo in forza alla 75ª Squadriglia caccia, 23º Gruppo del 3º Stormo Caccia Terrestre. Perse la vita nel cielo di Malta il 31 luglio 1940 mentre con la sua squadriglia di 9 C.R.42 Falco scortava un bombardiere Savoia-Marchetti S. 79 Sparviero ed un Fiat C.R.42 da ricognizione. Il suo velivolo fu colpito, ed abbattuto, da un caccia Gloster Gladiator al comando del flying officer William Joseph Woods. Il suo corpo non fu mai ritrovato, e per onorarne la memoria egli fu insignito della Medaglia d'oro al valor militare. Manzano ha dedicato la piazza principale ed il labaro dell'Associazione Arma Aeronautica.

### Annotazioni
1. ↑  Militare di carriera del Regio Esercito, all'epoca tenente del genio militare
2. ↑  Chiodi viaggiava a bordo dell'idrovolante Savoia-Marchetti S.55 I-LONG appartenente all'ottava squadriglia, pilotato dal tenente colonnello Ulisse Longo. La sua partecipazione all'impresa fu facilitata dall'amicizia che legava la famiglia Romano ad Emmanuella Florio, moglie di Balbo. Il 13 agosto 1933 aprì la sfilata degli Atlantici sotto l'arco di Costantino a Roma per ricevere dal Duce le decorazioni al merito.

### Fonti
1. 1 2  Ufficio Storico Stato Maggiore dell'Aeronautica 1969, p. 152.
2. 1 2 3 4 5 6  Dizionario Biografico dei Friulani.
3. 1 2 3 4  Combattenti Liberazione.
4. 1 2  Trotta 1978, p. 49.
5. 1 2 3  Surfcity.
6. ↑  Sito web del Quirinale: dettaglio decorato.